# Hylodes glaber
Hylodes glaber är en groddjursart som först beskrevs av Miranda-Ribeiro 1926.  Hylodes glaber ingår i släktet Hylodes och familjen Hylodidae. IUCN kategoriserar arten globalt som otillräckligt studerad. Inga underarter finns listade i Catalogue of Life.